# Etelfrido de Bernicia

Reinos de Inglaterra hacia el año 600.

Etelfrido, también  Aethelfrido, Aethelfrith, Æthelfrith (murió c. 616) fue rey de Bernicia desde c. 593 hasta c. 616, así como desde c. 604 el primer rey berniciano que reinó en Deira, un reino al sur de Bernicia. Teniendo en cuenta que Deira y Bernicia fueron los dos reinos que formaron el conocido posteriormente como Reino de Northumbria, Etelfrido puede ser considerado, en términos históricos, el primer rey de Northumbria. Asimismo es recordado por sus exitosas campañas contra los britanos y por su victoria sobre el reino irlandés de Dalriada. Aunque fue derrotado y murió en combate y fue reemplazado por su rival dinástico, su línea fue restaurada finalmente en el trono en la década de 630.

## Unificación del reino
Etelfrido, hijo de Etelric y nieto de Ida, parece que fue el sucesor de Hussa como rey de Bernicia alrededor del año 592 o 593. La subida al trono de Etelfrido pudo ser complicada por las rivalidades entre las diferentes dinastías y los familiares de Hussa. La Historia Brittonum cuenta que Etelfrido reinó en Bernicia doce años y en Deira por otros doce, lo cual se puede interpretar como que reinó en Bernicia desde 592 hasta 604, año en el que también empezó a reinar en Deira. Sus predecesores eran personajes históricamente oscuros; Etelfrido es el rey berniciano más antiguo del que se conocen detalles significativos. El historiador Frank Stenton dice que "la historia continuada de Northumbria, y en efecto la de toda Inglaterra, comienza con el reinado de Etelfrido", y que "él fue realmente el fundador del reino histórico de Northumbria, siendo recordado como el primer gran líder que salió de los anglos septentrionales".
Beda narra los grandes éxitos de Etelfrido contra los britanos, aunque también le criticó por su paganismo (la conversión de Northumbria no comenzó hasta la década posterior a su muerte).
Áedán mac Gabráin, el rey de Dalriada (al noroeste de Bernicia), se alarmó por los éxitos del berniciano, y en 603 dirigió "un inmenso y poderoso ejército" contra Etelfrido. Aunque Etelfrido comandaba una fuerza inferior, venció en la Batalla de Degsastan; la mayoría del ejército de Áedán cayó en esta batalla y Áedán apenas pudo escapar. Beda relata que la victoria de Etelfrido fue tan devastadora que los reyes irlandeses no volvieron a declarar guerra alguna hasta los tiempos del mismo Beda. La batalla también le costó cara a Etelfrido; Beda cuenta que murió Teobaldo, el hermano de Etelfrido, "con casi todo el ejército que mandaba". Hering, el hijo de Hussa, el predecesor de Etelfrido, es mencionado igualmente como partidario de los invasores, lo cual indica que sí existía una rivalidad entre las dinastías de Bernicia. Etelfrido pudo haber llegado a acuerdos con Dalriada, ya que después de esto, las campañas militares de Etelfrido se desarrollaron en otras partes de Gran Bretaña y sus hijos pudieron refugiarse en la Dalriada irlandesa después de la muerte de Etelfrido.
Etelfrido consiguió el dominio de Deira alrededor de 604; las circunstancias de esto son desconocidas. El que hubiera obtenido poder en Deira a través de una conquista podría explicar por qué tuvieron que exiliarse el hijo de Aella, Edwin, y Hereric, sobrino de Edwin, los cuales eran notables miembros de la realeza deirana.
Por aquella época también nació Oswaldo, el hijo de Etelfrido. Oswaldo era hijo de Acha, hija de Aella, y por lo tanto hermana de Edwin. Aunque Beda no menciona explícitamente que Etelfrido se casara con Acha, se piensa que así lo hizo. Ambos se pudieron haber casado antes de tomar el poder en Deira, en cuyo caso el matrimonio pudo haber facilitado la toma del poder, o se pudieron haber casado después para consolidar su poder en Deira.
La Historia Brittonum cuenta que Etelfrido le dio la ciudad de Din Guaire a su primera esposa, Bebba, por la cual fue renombrada Bebbamburgo. Beda menciona asimismo que Bebbamburgo fue nombrada en honor a una reina llamada Bebba, aunque no menciona a Etelfrido. Se ha afirmado que ella "fue probablemente la primera y más importante esposa de Etelfrido".

## Masacres
Entre los años 613 y 616, Etelfrido atacó Powys y derrotó a su ejército en la Batalla de Chester, en la que murió el rey powysiano Selyf Sarffgadau junto con otro rey llamado Cetula, probablemente Cadwal Crysban de Rhos. Masacró también a los monjes de Bangor-Is-Coed que se hallaban reunidos para ayudar a los britanos con sus oraciones. Beda dice que decidió atacarles porque, aunque estaban desarmados, se le estaban oponiendo por medio de las oraciones. Se afirma que murieron en torno a 1.200 monjes y que sólo 50 lograron escapar. La victoria de Etelfrido en Chester se ha subrayado por haber tenido una gran importancia estratégica, ya que pudo provocar la división de los britanos de Gales y los del norte; sin embargo, se ha notado que Beda ha enfocado más la masacre de los monjes y no incluye ningún detalle de la batalla, ni la menciona como decisiva.
Hereric fue envenenado mientras se hospedaba en la corte de Ceretic, rey de Elmet; Etelfrido pudo haber sido el responsable del asesinato, puesto que esto consolidó su línea al poder en Bernicia.
Edwin terminó en la Anglia Oriental, bajo la protección de su rey, Redwaldo. Etelfrido mandó mensajeros para sobornar a Redwaldo con "una gran suma de dinero" para que matara a Edwin; Beda reporta que su primer intento no tuvo ningún efecto, pero que Etelfrido mandó más mensajeros y amenazó con la guerra si Redwaldo no accedía (sobornos y amenazas como éstas también pudieron haber influido para conseguir el asesinato de Hereric). Redwaldo accedió a matar a Edwin o entregarlo a los mensajeros de Etelfrido, pero al parecer fue disuadido por su esposa, la cual le dijo que una cosa así no sería merecedora de su honor. Redwaldo levantó entonces un ejército y marchó contra Etelfrido, y alrededor de 616 Etelfrido fue derrotado y murió en el lado oriental del río Idle a manos de soldados de Redwaldo. Beda dice que Etelfrido tenía un ejército inferior, ya que Rewaldo no le había dado suficiente tiempo para agrupar las fuerzas suficientes. 
Al morir Etelfrido, Edwin se convirtió en rey no sólo de Deira, sino también de Bernicia; los hijos de Etelfrido, Eanfrido, Oswaldo y Oswiu, huyeron hacia al norte. Después de la muerte de Edwin en 633 en la Batalla de Hatfield Chase, Eanfrido retomó temporalmente el poder en Bernicia, y Oswaldo de Northumbria tomó el control de toda Northumbria tras el fallecimiento de Eanfrido. A partir de entonces, los descendientes de Etelfrido reinaron hasta principios del siglo XIII.
| Predecesor: Hussa   | Rey de Bernicia 593 - 616 | Sucesor: Edwin |
| Predecesor: Etelric | Rey de Deira 604 – 616    | Sucesor: Edwin |